# Intervention (singolo)
Intervention è un singolo del gruppo musicale canadese Arcade Fire, pubblicato il 21 maggio 2007 come terzo estratto dal secondo album in studio Neon Bible.

## Tracce
7" Vinile
1. Intervention – 4:17
2. Ocean of Noise – 4:54 – interpretata dai Calexico

Download digitale
1. Intervention – 4:17

## Cover
Il brano è stato reinterpretato dal soprano statunitense Renée Fleming. La cover è stata inserita nel suo album del 2010 Dark Hope.